# Juan de la Mata Zorita
Juan de la Mata Zorita fou un advocat i polític espanyol, diputat a les Corts Espanyoles durant la restauració borbònica
Membre del Partit Liberal Fusionista, el 1878 fou elegit diputat pel districte de Morella en substitució de Marcelo Azcárraga Palmero, escollit a les eleccions generals espanyoles de 1876. Va repetir l'escó a les eleccions generals espanyoles de 1879 i de 1881. Formà part de l'estructura caciquista castellonenca, anomenada cossi. Posteriorment fou nomenat governador civil de la província de Valladolid.